# 特定の目的のための英語
特定の目的のための英語（とくていのもくてきのためのえいご、英語: English for specific purposes、ESP）は、英語教育の分野で、ビジネス英語、技術英語 (Technical English)、科学英語 ( Scientific English)、医学英語 (English for medical professionals)、著述家のための英語 (English for waiters)、観光英語 (English for tourism)、芸術的目的のための英語 (English for Art Purposes) などが含まれているが、「specialized English」（非英語話者にもわかりやすいよう、単語を1500程度に制限し、センテンスの長さも短くした、国際放送用の英語）とは異なる概念であり、混同してはならない。ESPのひとつとしての航空英語は、パイロットや、航空管制官、民間航空機の訓練生など、航空無線によるコミュニケーションに従事する者たちに教えられる。ESPはまた、特定の目的のための言語のアバターのひとつとも見なされる。
日本語では「特定目的の英語」、「目的別英語」などとも表現される。

## ESP の定義

### 絶対的な特徴
Tony Dudley-Evansは、以下のような、ESPの「絶対的な特徴」を与えた。
1. ESP は、学習者の特定の欲求（必要）に応じて定義される。
2. ESP は、それが関わるディシプリン（学問分野）に底通する方法論や実践活動を活用する。
3. ESP は、文法、語彙、記録 (register)、学習技能、ディスクール（言説）、ジャンルなどにおいて、そうした活動にふさわしい言語に中心を置く。

### 付加的な特徴
Strevens (1988)
ESP は以下の特徴をもつ場合があるが、必須ではない。
1. 習得されるべき特定の言語能力を限定する。（例えば、読解のみに限定する。）
2. 事前に用意された手法にいっさい拠ることなく教えられる。(pp.1-2)

Dudley-Evans & St John (1998)
1. ESP は、特定のディシプリンと関連づけられ、あるいは、そのために設計される。
2. ESP は、それが教授される特定の状況において、一般的な英語の教授とは異なる方法論が用いられる。
3. ESP は、高等教育レベルであれ、職業教育であれ、成人の学習者のために設計されることもある。いずれにせよ、中等教育の学習者向けに用いられることもある。
4. ESP は、一般的には中程度から上位の学習者を対象に設計される。
5. ESP コースの大部分には、初学者が用いることができるような、言語システムについての基礎的知識が組み込まれている。 (pp. 4-5)

## 教授
ESP は、世界各国の数多くの大学で教授されている。TESOL、IATEFLなど、英語教員の学会組織の多くには、ESP についての部門が設けられている。ESP コースの設計にも注目が注がれている。ESP の教授は、第二言語としての英語(en:English as a second or foreign language)や学術目的の英語 (EAP) との共通する面も多い。急速に拡大しつつあるビジネス英語は、特定の目的のための英語を広義に捉えた場合には、その一部と考えられる。

### 組織
- Tesol.org, TESOL's ESP Interest Section and the ESP discussion list
- Espsig.iatefl.org, IATEFL ESP Special Interest Group
- UNAV.es, IATEFL ESP SIG Website

### 記事
- Esp-world.info, Hewings, M. 2002. A history of ESP through 'English for Specific Purposes'.
- Iteslj.org, Kristen Gatehouse. Key Issues in English for Specific Purposes (ESP) Curriculum Development. The Internet TESL Journal.
- Antlab.sci.waseda.ac.jp, Laurence Anthony. English for Specific Purposes: What does it mean? Why is it different?

### ジャーナル
- An academic research journal Asian ESP Journal
- Elsevier.com, English for Specific Purposes An International Research Journal.